# Barsi Ödön
Barsi Ödön (Budapest, 1904. április 18. – Budapest, 1963. február 5.) magyar színész, író, műfordító, rendező. Eredeti neve Rodriguez Ödön. Rodriguez Endre filmrendező testvére.
Többször írói álnevet használt munkássága során, például J. Bayrd, B. Darton, E. Girdo, C. Green, E. Ralph, A. Rodriguez, E. A. Rodriguez, C. Rodriguez, E. A. Rodry, C. Thompson, E. Thompson, M. Thompson, P. Thompson, G. Wilcox, C. Wreen, C. Wrenn, C. Hamilton, P. Hawker, Roderich.

## Életpályája
A budapesti Színiakadémián 1929-ben megszerezte színészi, majd 1930-ban rendezői diplomáját. A Nemzeti Színház ösztöndíjas tagja lett, majd Kolozsváron játszott. 1935-ben, a Magyar Rádió tízéves jubileumára meghirdetett hangjátékpályázaton első díjat nyert Gárdonyi Géza Isten rabjai című művének feldolgozásával. Ugyanebben az évben a Magyar Rádiónál helyezkedett el. 1933-tól számos bűnügyi és kalandregény szerzője, amelyek főként álnéven jelentek meg a Tarka regénytár és a Nova könyvkiadó irodalmi sorozatában. 1936-tól lektor, rendező. 1945-ben részt vett a rádió újraindításában, majd főrendezőként dolgozott az 1948-as nyugdíjazásáig. Tudományos-fantasztikus regényei révén mint író, a TTIT Asztronautikai Bizottságának egyik alapító tagja volt (1956) 1988-tól regényeinek nagy része új kiadásban jelent meg.

## Színházi rendezései
- Az ember tragédiája Nemzeti Színház 1938.
- Ellák Nemzeti Színház 1937.
- Ellák Pécsi Színház 1943.
- Húsvéti passió Pécsi Színház 1943.
- A három testőr Szegedi Nemzeti Színház 1948.

## Jelentősebb rádió hangjátékai
- Isten rabjai
- Quo vadis
- Délibáb kisasszony
- Karácsonyi álom
- Szilveszteri kaland
- Lionardo da Vinci
- Az örök élet
- A bűvös kocka
- A felszabadítók
- Panoptikum
- A súgó
- Komédiások
- Gösta Berling
- Húsvét
- Húsvéti legenda
- Pehelyke

## Regényei
- A Nevető halál
- A hallgatás hajója
- Találkozás a halállal
- A gyilkos fák szigete
- A láthatatlan íjász
- Titkos szolgálat
- 8 óra 2 perc (1935)
- Az Amazonasz titka
- Lady Stanley
- Ki a következő
- Az elveszett oázis
- A sátán bábszínháza
- A gyilkos múmia
- Gyilkosság a szeánszon
- A Waterloo híd rejtélye
- A csuklyás lovas
- Az alcasari máglya
- A déli sark aranya
- A vörös skorpió
- A mankós ember
- A skorpió bandája
- A fekete zsinór, Literária kiadó Világvárosi Regények sorozat, 287. szám, Budapest, 1936
- A nagy kalandor (1936)
- Harc a boldogságért
- A vágtató árnyék
- Az ezüst sirály bandája
- A fekete sárkány karmaiban
- A Romanovok diadémja
- Rémület San-Franciskóban
- Az alvilág sűlyesztője (1937)
- P. Hawker: A texasi bandita,[3] Stádium Ny., Tarka regénytár III.15., Budapest, 1937
- A sátán fia
- A rémület völgye (E. A. Rodriguez)
- A sugárzó holttest
- A Colorado farkasa (1938)
- A cubai véreb
- A mexikói sátán
- A préri fantomja
- Az üldözött
- Halál a kormánykeréknél (1939)
- Jim, a fekete lovas
- Segítség…gyilkos..!
- Az úszó halál
- Halálexpress* (1939)
- A Bolingbroke kastély kísértete
- A lasszóvető
- Az aranyország lázadói
- A zöld anakonda
- A halálfejes lovas
- A szent Buddha titka
- Bumerang kapitány
- Szellemek völgyében (1940)
- Vadnyugati örvény
- Jimmy lyukat üt a világba (G. Wilcox)
- A rémület tornya
- A rémület völgye (E.Thompson)
- Az aranyálarcos
- A kínai hóhér
- A krokodílok országa
- Az emberevő
- Az álarcos fantóm
- A kőkoporsó titka
- A perui véreb
- A bálványimádó
- Számum
- Az élő torpedó (1941)
- Vadnyugati örökség
- Indián örökség
- A fekete tövis
- Komédiások
- A rémület hajója (Roderich)(1942)
- Komédiások (1942)
- Játék a halállal (Kempelen Farkas)
- Madagaszkár királya (Benyovszky Móric)
- Ördöglovas (Sándor Móric) (1943)
- Az ördög hegedűse (Niccolò Paganini)
- Harmadik csöngetés
- El Dorado
- Az űrhajó (1944)
- Vihar London felett (1945)
- Üstökös
- Álomfickó meséi
- Indiánok a Dunán (1946)
- Egy lélek visszatér (1947)
- Szárnyas penge (2011) kéziratból megjelent posztumusz regény
- A tenger meséi (2012) kéziratból megjelent posztumusz mesekönyv
- A papagáj (2012) kéziratból megjelent posztumusz novelláskötet
- Északi fény - Napló (2012) regény és kéziratból naplótöredék

## Műfordításai
- Edgar Allan Poe: Mr. Simpson tévedése és Őfensége levele
- E. T. A. Hoffmann: Válaszúton (1943)

Filmre írta:
- Jókai Mór A kőszívű ember fiai (1956) és
- Gárdonyi Géza Isten rabjai című regényét (1942).

## Emlékezete
- Alakja felbukkan (említés szintjén) Kondor Vilmos magyar író Budapest novemberben című bűnügyi regényében.